# Sylvie Doizelet
Sylvie Doizelet, née à Lyon en 1959, est une romancière et traductrice française. Elle a été la compagne de Jean-Claude Pirotte.

## Biographie
En 1977, elle part vivre à Londres, mais revient régulièrement en France (Paris et Lyon), avant de s'installer à Paris, où elle obtient une licence de philosophie. En 2000, elle rencontre le poète Jean-Claude Pirotte à la Villa Mont-Noir, lors d'une résidence d'écrivains qui se tient dans cette propriété de Marguerite Yourcenar.

## Œuvres
Sylvie Doizelet a publié plusieurs ouvrages de littérature.
Comme traductrice, on lui doit, entre autres, la version française de Birthday Letters de Ted Hughes.
L’Académie française lui décerne le prix Lequeux en 1999.

### Romans et récits
- Chercher sa demeure. Paris, Gallimard, 1992. Réédition chez Gallimard, Folio, en 1994. Prix Rhône-Alpes pour le Livre 1992 et prix Gironde-Nouvelles-Ecritures 1993.
- Haut-lieu, Gallimard, 1994.
- Sous quelle étoile, Paris, Gallimard, 1995.
- « L'Exilé », in Lyon ville écrite, Paris, Stock, 1997 (Collectif).
- « La Maison de Jane », in Le Monde de Rodenbach, Labor (Bruxelles), 1998 (Collectif).
- L'Amour même, Paris, Gallimard, L'Un et l'autre, 1998.
- L'Inquiétude, Paris, Desclée de Brouwer, 1998.
- « Ce soir, Lord Kenzie fait ses adieux », in 13 Quai de la Pécheresse, Éditions du Ricochet, 1999 (Collectif).
- La Dame de Pétrarque, Paris, Gallimard, 2000.
- Lost suivi de La Galerie des murmures, Paris, Gallimard, L'Un et l'autre, 2001.
- Chemin de croix, illustration de Jean-Claude Pirotte, Paris, Les Éditions de la Table ronde, 2004.
- Le Rêveur d'Étueffont, Paris, Virgile, 2005.
- L'Ami invisible, Paris, Les Éditions de la Table ronde, 2006.
- Qui est Memory ?, Paris, Gallimard, Blanche, 2006.
- Nos amis des confins, Paris, Le Seuil, 2009.
- Les Périls de Londres, avec Jean-Claude Pirotte, Bazas, Le Temps qu'il fait, 2010 (textes et photographies).
- Le Voyageur attardé : Alfred Kubin, Henry Moore, Ernst Barlach, Bazas, Le Temps qu'il fait, 2012.
- Loch Ness, Karbel, 2020.
- Pas le temps de prendre la poussière (portrait insolite de Jean-Claude Pirotte), La Grange batelière, 2024.

### Critique littéraire
- La Terre des morts est lointaine : Sylvia Plath, Paris, Gallimard, coll. L'Un et l'autre, 1996.

### Traductions
- Tony James, Vies secondes, Paris, Gallimard, coll. Connaissance de l'inconscient, 1997.
- James Joyce, Ulysse, Paris, Gallimard, coll. Folio, 2013 [2005] (Traduction en collaboration).
- Karen Joy Fowler, Le club de Jane Austen, Paris, Gallimard, coll. Folio, 2007  [2005].
- Ted Hugues, Birthday Letters,Paris, Gallimard, coll. Poésie, 2015 [2002].
- Käthe Kollwitz, Journal, 1908-1943, Strasbourg, L'Atelier contemporain, 2018.
- Laura Kasischke, Où sont-ils maintenant, Paris, Gallimard, coll. Du monde entier, 2021.
- Sue Hubbard, Un ciel si vaste, Paris, Mercure de France, 2023.
- Caroline O'Donoghue, L'affaire Rachel, Paris, Mercure de France, 2024.

### Préfaces
- Sylvia Plath, Arbres d'hiver précédé de La traversée, traduction de Françoise Morvan et Valérie Rouzeau, Paris, Gallimard, coll. Poésie, 1999.
- William Blake, Chants d'Innocence et d'Expérience, traduction Marie-Louise et Philippe Soupault, Paris, Les Éditions de la Table ronde, coll. Quai Voltaire, 2007.
- Jean-Claude Pirotte, Ajoie précédé de Passage des ombres et de Cette âme perdue, Paris, Gallimard, coll. Poésie, 2018.